# Acacia sutherlandii
Acacia sutherlandii är en ärtväxtart som först beskrevs av Ferdinand von Mueller, och fick sitt nu gällande namn av Ferdinand von Mueller. Acacia sutherlandii ingår i släktet akacior, och familjen ärtväxter. Inga underarter finns listade i Catalogue of Life.